# Військові нагороди США
Військові нагороди США
Історія військових нагород США бере свій початок від 1756 року, коли
ще до проголошення Незалежності (1776 рік) була вручена перша медаль за
успішні бойові дії. Слід наголосити, що американці відмовилися називати
власні нагороди «орденами», вважаючи їх імперськими символами. Вони
віддали перевагу визначенню «медаль» (якщо в перекладах і вживається
слово «орден», то воно рівнозначне слову «медаль»).
Вища військова нагорода США — «Медаль пошани», була заснована 1861 року. Відзнаку вручають від імені Конгресу США.
Медалі «За відмінну службу» удостоюються представники всіх родів військ за зразкове виконання службових обов'язків, існує кілька ступенів нагороди. Заснована медаль 1918 року.
Медаль «Бронзова зірка» від 1944 року вручається за участь у військових операціях. Бойові нагороди в США мають додатковий значок «V» (від слова «valour» — «мужність». Жодна з нагород не вручається одній особі понад один раз, а у випадку повторного нагородження до вже врученої раніше відзнаки додають відповідний знак — наприклад, поширений у багатьох країнах елемент «дубове листя» як символ стійкості й безсмертя.
Участь у бойових діях за межами США відзначається відповідними медалями.